# Allium ophiophyllum
Allium ophiophyllum är en amaryllisväxtart som beskrevs av Aleksei Ivanovich Vvedensky. Allium ophiophyllum ingår i släktet lökar, och familjen amaryllisväxter. Inga underarter finns listade i Catalogue of Life.